# SIULP
Il Sindacato Italiano Unitario Lavoratori Polizia (SIULP) è la principale organizzazione di rappresentanza del personale della Polizia di Stato.

## Storia

### Origini
È stato il primo sindacato di polizia a essere fondato. Nel dicembre 1974 si tenne la prima assemblea nazionale del Movimento per la Smilitarizzazione, la Riforma e la Sindacalizzazione del Corpo delle Guardie di Pubblica Sicurezza; il comitato era composto dai segretari generali di CISL – CGIL – UIL, da otto poliziotti appartenenti alle diverse qualifiche e dal direttore della rivista “Ordine Pubblico”. Le prime adesioni formali al sindacato si tennero nel 1979.
A volerlo fu il generale Enzo Felsani promotore della legge per la smilitarizzazione della Polizia di Stato, la legge 1º aprile 1981 n. 121, che realizzò la smilitarizzazione e la trasformazione del Corpo delle Guardie di Pubblica Sicurezza.

### Nascita
Il 24 luglio 1982 si tenne il “1º Congresso nazionale del Sindacato Italiano Unitario dei Lavoratori di Polizia” all'Hotel Ergife di Roma alla presenza dei delegati di circa 40.000 iscritti, che elesse Felsani primo segretario generale, poi dimessosi un anno dopo e sostituito da Francesco Forleo, che restò segretario fino al 1987. Aderì alla Federazione CGIL, CISL, UIL.
Il secondo congresso si tenne nel giugno 1987 a Chianciano. Nel 1991 al terzo congresso organizzativo, nonostante le diverse sigle sindacali nate, parteciparono delegati in rappresentanza di oltre la metà dei poliziotti italiani. 

### L'autonomia
Fino al 1999 si è riconosciuto nella Triplice, per poi divenire un sindacato autonomo da ogni altra organizzazione sindacale o partito politico.
Al 31 dicembre 2008 il SIULP contava ancora quasi 28.000 iscritti, che lo facevano il primo sindacato di polizia.
Al 31 dicembre 2018 il SIULP contava 23885 iscritti  su 95.000 poliziotti confermandolo il principale sindacato di polizia.
Oltre al SIULP, sono note altre associazioni sindacali, radicate sul territorio, con sedi in tutta Italia come: il Sindacato Autonomo di Polizia (SAP), il Coordinamento per l'indipendenza sindacale delle forze di polizia (COISP), la Federazione Sindacale di Polizia (FSP), il Sindacato Italiano Appartenenti Polizia (SIAP).

## Organizzazione
Le sue strutture locali sono diffuse in ogni città d'Italia con sedi regionali e provinciali.
La sede nazionale è ubicata a Roma dove operano il segretario generale e cinque segretari nazionali.
Gli organi di vertice sono il consiglio generale, la segreteria nazionale e il direttivo nazionale.